# ريال قطر ودبي
ريال قطر ودبي هي العملة الرسمية التي تم تداولها في كل من قطر ودبي من تاريخ 18 سبتمبر 1966 إلى 19 مايو 1973. وكان مجلس نقد قطر ودبي هو مركز الإصدار لهذه العملة.        

## سعر الصرف
تم ربط سعر صرف ريال قطر ودبي بالجنيه الإسترليني في البداية ثم تم ربطه لاحقا بالدولار الأمريكي كالآتي:-
- 13.3333 ريال لكل جنيه استرليني من سبتمبر 1966 إلى نوفمبر 1967
- 11.7647 ريال لكل جنيه استرليني من نوفمبر 1967 إلى 1971
- 3.93 ريال لكل دولار أمريكي من 1971 إلى 1973

## فئات الإصدار

### الفئات الورقية
- ريال واحد
- خمس ريالات
- عشر ريالات
- خمسة وعشرون ريالا
- خمسون ريالا
- مائة ريال

### الفئات المعدنية
- درهم واحد (100 درهم = ريال واحد)
- خمسة دراهم
- عشرة دراهم
- خمس وعشرون درهم
- خمسون درهم

## المصدر
- تاريخ تطور النقد - مصرف قطر المركزي
- تطور نظام سعر الصرف - مصرف قطر المركزي
- موقع بورصة